# Clipchamp
Clipchamp é uma ferramenta de edição de vídeo gratuita desenvolvida pela empresa australiana Clipchamp Pty Ltd., uma subsidiária da Microsoft. Trata-se de um software de edição não linear baseado na web, que permite aos usuários importar, editar e exportar materiais audiovisuais diretamente em uma janela do navegador. Projetado para ser fácil de usar, mesmo para iniciantes, o Clipchamp foi integrado ao Windows 11 desde 2022.
O Clipchamp possui escritórios na Austrália, nas Filipinas, na Alemanha e nos Estados Unidos. De acordo com dados divulgados pela empresa, no início de 2021, a plataforma contava com mais de 14 milhões de usuários em todo o mundo. Em setembro de 2021, a Clipchamp Pty Ltd. foi adquirida pela Microsoft. Desde então, o Clipchamp passou a ser oferecido em uma versão pessoal por meio de uma conta Microsoft e em uma versão para empresas ou educação, acessível através de contas corporativas ou escolares baseadas no OneDrive e SharePoint.

## Recursos
O Clipchamp possui diversos recursos que promovem criatividade e acessibilidade. Desde julho de 2023, os usuários podem arrastar e soltar arquivos de seus computadores, OneDrive e SharePoint (imagens, arquivos de som e vídeo) para uma lista de toda a mídia carregada ou inserida. Os usuários podem inserir mídias na linha do tempo do vídeo quantas vezes quiserem. É possível substituir uma imagem, som ou clipe de vídeo por outro, arrastando e soltando sobre o alvo.
Há também uma ferramenta de Remoção de Lacunas ("Gap Remover") que elimina espaços no vídeo. Os vídeos podem ser cortados, e os tempos podem ser ajustados. O usuário também pode recortar vídeos e imagens. Texto pode ser adicionado em qualquer lugar da tela, com diversas opções de fontes, além de ajustes no tamanho. É possível selecionar uma cor específica para o texto usando predefinições ou um seletor HSV, além de escolher Estilos de Texto específicos (negrito e itálico).
A proporção da tela também pode ser selecionada, incluindo 16:9, 9:16, 1:1, 4:5, 2:3 e 21:9. O Clipchamp oferece suporte a diversos efeitos e transições para vídeos e imagens.
Os usuários podem exportar vídeos em 480p, 720p e 1080p gratuitamente. A exportação de GIFs também é possível, desde que o vídeo tenha no máximo 15 segundos.
O Clipchamp utiliza um modelo híbrido de aplicativo para desktop e online. Na versão pessoal do Clipchamp (no Windows e em navegadores), o processamento de vídeo é realizado localmente no computador, enquanto o aplicativo funciona online como um aplicativo web baseado em navegador. Isso é feito ao carregar e salvar online os dados do projeto e informações como nomes de arquivos, mas sem incluir os arquivos de mídia associados.
Na versão empresarial do Clipchamp, que faz parte do Microsoft 365, os arquivos de mídia continuam sendo processados localmente, mas são automaticamente salvos no OneDrive ou na conta corporativa ou educacional do SharePoint do usuário, permitindo o acesso de qualquer lugar. Essa versão também oferece integração com outros serviços de produtividade da Microsoft, como Microsoft Teams e Microsoft Stream.

## Historia
A Clipchamp Pty Ltd. foi fundada como uma startup por Alexander Dreiling (atual CEO), Dave Hewitt, Tobias Raub e Soeren Balko, em Brisbane, Austrália, em 2013. Em uma entrevista concedida ao SmartCompany, Dreiling comentou que, no início, a empresa estava "tentando construir um enorme supercomputador distribuído". Entre os primeiros softwares desenvolvidos pela equipe da empresa, estava uma ferramenta para compressão e conversão de vídeos.
Em 2014, foi lançada oficialmente a primeira versão do software audiovisual gratuito baseado em navegador na plataforma Clipchamp. Quando o projeto do supercomputador foi interrompido, a equipe decidiu continuar com a tecnologia de programação de vídeo, que era, nas palavras de Dreiling, "uma ferramenta que funcionava em Chromebooks".
Em junho de 2016, o Clipchamp foi avaliado em 1,1 milhão de dólares, segundo o Wall Street Journal. No mesmo mês, a segunda versão do Clipchamp foi lançada internacionalmente. Até 2018, a empresa havia acumulado 6,5 milhões de usuários, atraindo investidores como Steve Baxter, que investiu 1 milhão de dólares. Em 2020, o Clipchamp estabeleceu uma base em Seattle, nos Estados Unidos, após alcançar um capital de 13,2 milhões de dólares, proveniente de alianças com fundos de investimento como Transition Level Investments, Tola Capital e TEN13, entre outros.  Em fevereiro de 2021, o Clipchamp publicou em seu site que possuía 14 milhões de usuários em todo o mundo, registrados em 250 países e territórios. Naquela época, a empresa anunciou que tinha uma biblioteca audiovisual com 800.000 arquivos.
Em 7 de setembro de 2021, a Microsoft anunciou a aquisição do Clipchamp. Em um comunicado à imprensa, expressaram seu interesse em aprender mais sobre o mercado de criação de conteúdo em vídeo. Johnson Winter Slattery assessoria a Microsoft na aquisição. O Clipchamp foi integrado ao Windows 11 a partir de 9 de março de 2022, como parte da versão Insider Preview Build 22572.

## Ligações Externas
Sítio oficial